# ニネッタ侯爵夫人
『ニネッタ侯爵夫人』（ニネッタこうしゃくふじん、ドイツ語: Fürstin Ninetta）は、ヨハン・シュトラウス2世が作曲した全3幕のオペレッタである。

## 初演
1893年1月10日にアン・デア・ウィーン劇場で初演された。

## 構成
- 第1幕
- 第2幕
- 第3幕